# Crenicichla cincta
Crenicichla cincta är en fiskart som beskrevs av Regan, 1905. Crenicichla cincta ingår i släktet Crenicichla och familjen Cichlidae. IUCN kategoriserar arten globalt som livskraftig. Inga underarter finns listade i Catalogue of Life.